# Juan de Rada
 (décembre 2023).
Juan de Rada (en latin Ioannes Rada ou Joannes Rada), né à Tauste vers 1545 et mort à Paola vers janvier 1608, est un théologien et archevêque espagnol.

## Biographie
Éduqué dans le thomisme professé à Salamanque durant la seconde moitié du XVIe siècle, il s'est rapidement tourné vers l'œuvre de Duns Scot une fois ordonné franciscain. Durant son enseignement de théologie au couvent de Salamanque, il a pratiqué un enseignement en exposant les deux doctrines en regard. Son œuvre principale résulte de cet enseignement, à savoir un très instructif Controversiae theologicae inter S. Thomam et Scotum super quatuor libros sententiarum où il oppose systématiquement les points de vue des deux docteurs sur une série de problèmes métaphysiques et théologiques. Il se réfère beaucoup à Cajetan, Capréolus et Durand, mais aussi à Suárez (éd. Salamanque, 1584 ; 1599 ; Venise, 1614 ; Cologne, 1620, ces deux dernières étant préférables). En 1600, Juan de Rada fut aussi appelé à Rome pour participer aux congrégations De Auxiliis, où il permet d'apprécier la contribution spécifiquement franciscaine au débat. Il ne quittera alors plus l'Italie, devenu archevêque de Patti.

## Œuvres
- Controversiae theologicae inter S. Thomam et Scotum super quatuor libros Sententiarum, Salamanca, 1586; 1599 ; Köln, 1620 ; Venezia, 1601, 1604, 1617.